# Тубулін

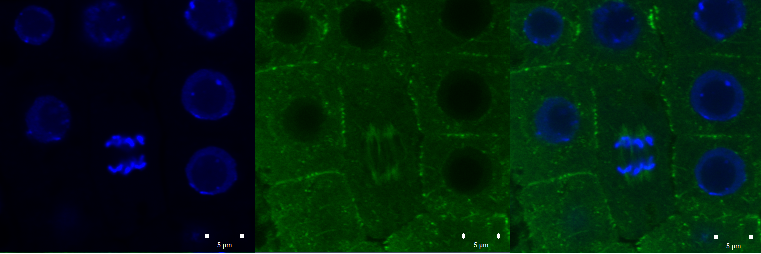
Конфокальна мікрофотографія мітотичних мікротрубочок зелений сигнал від анти-тубуліну, кон'югованого з барвником та ядра блакитний сигнал від ядра у клітинах меристеми головних коренів чотириденних проростків Arabidopsis thaliana (Col-0) Зображення отримано за допомогою лазерного скануючого конфокального мікроскопа Zeiss 710 (Carl Zeiss, Germany). Масштаб мікрофотографії: 5 мкм.

Тубулін (КФ 3.6.5.6) — невелика родина глобулярних білків. Найзагальнішими представниками родини є α-тубулін і β-тубулін - білки, з яких складаються мікротрубочки. Представники родини мають молекулярну масу близько 55 кДа. Мікротрубочки збираються з димерів α- і β-тубуліну. Ці субодиниці злегка кислі з ізоелектричною точкою в діапазоні між 5,2 і 5,8. γ-форма тубуліну бере участь в нуклеації мікротрубочок, тобто утворення ядра, з якого починається їх ріст. Традиційно вважалося, що тубулін наявний тільки в еукаріот, проте, наприкінці 20-го століття був знайдений бактеріальний білок FtsZ, задіяний у клітинному поділі, гомологічний еукаріотичному тубуліну, що має спільне з ним еволюційне походження.

## α-тубулін і β-тубулін
При формуванні мікротрубочок, димери α- і β-тубуліну зв'язуються з ГТФ і збираються на (+) кінцях мікротрубочок, все ще знаходячись у ГТФ-зв'язаному стані. Через деякий час після включення до складу мікротрубочок, зв'язана молекула ГТФ гідролізується до ГДФ.
Хоча обидві субодиниці зв'язують ГТФ, тільки β-субодиниця має ГТФазну активність, тобто β-тубулін може гідролізувати ГТФ до ГДФ, тоді як α-тубулін не може. То, чи ГТФ або ГДФ зв'язана з β-тубуліновою субодиницею димера впливає на стабільність димеру в мікротрубочці.
Димери, зв'язані з ГТФ прагнуть збиратися в мікротрубочки, тоді як димери з ГДФ прануть відщеплюватися від ниї, таким чином, під час росту за наявності достатньої кількості вільнох димерів тубуліну зв'язаних з ГТФ в розчині мікротрубочка продовжитиме свій ріст, але якщо вона його припине, кінцевий димер гідролізує ГТФ і мікротрубочка швидко розпадеться. Цей ефект називається динамічною нестабільністю мікротрубочок, та істотний для їх функціонування.
Підгрупою β-тубуліну є β-тубулін III класу, що експресується виключно в нейронах, і є популярним специфічним ідентифікатором нейронів в нервовій тканині. Катантін — білковий комплекс, який роз'єднує β-тубулін і необхідним компонентом швидкого транспорту мікротрубочок в нейронах і у вищих рослин.
У людини α-тубулін кодується 8 генами:
- TUBA1A
- TUBA1B
- TUBA1C
- TUBA3C
- TUBA3D
- TUBA3E
- TUBA4A
- TUBA8

β-тубулін людини кодується 9 генами і 1 псевдогеном TUBB4Q:
- TUBB
- TUBB1
- TUBB2A
- TUBB2B
- Бета-тубулін-2C
- TUBB3
- Бета-тубулін-4A
- TUBB6
- TUBB8

## γ-тубулін
γ-тубулін, інший представник родини тубулінів, важливий в процесі нуклеації мікротрубочок і їх полярної орієнтації. Він знаходиться перш за все в центросомах і полярних тільях веретена поділу, які є областями найряснішої нуклеації мікротрубочок. У цих органелах знаходяться кілька молекулярних комплексів γ-тубуліну та інших білків, ці комплекси відомі як відомих як кільцеві комплекси γ-тубуліну (γ-TuRC), які хімічно імітують (+) кінець мікротрубочки і тому дозволяють зв'язуватися новим димерам тубуліну. γ-тубулін також був ізольований в димерній формі у складі малого комплексу γ-тубуліну (γ-TuSC), проміжної ланки за розміром між димером і γ-TuRC. Хоча γ-тубулін забезпечує нейкраще досліджений механізм нуклеації мікротрубочок, дослідження показали, що певні клітини можуть пристосуватися до його відсутності, таким чином існують і альтернативні механізми.
У людини кодується 7 генами:
- TUBG1
- TUBG1
- TUBGCP2
- TUBGCP3
- TUBGCP4
- TUBGCP5
- TUBGCP6

## δ- і ε-тубулін
Дельта (δ) і епсилон (ε) форми тубуліну локалізовані в центріолі і беруть участь в формування веретена поділу, хоча їх роль досліджена набагато гірше, ніж роль α-і β-форм тубуліну.

## Значення в фармакології
Тубулін є мішенню деяких протиракових ліків, таких як паклітаксел, вінбластин і вінкристин. Препарат проти подагри — колхіцин — зв'язується з тубуліном і перешкоджує утворенню мікротрубочок, що заарештовує нейтрофільні гранулоцити і зменшує запалення. Протигрибковий препарат Грізеофулвін також перешкоджає формуванню мікротрубочок й інколи використовується для лікування деяких типів раку.